# Flądrokształtne
Flądrokształtne, płastugokształtne, płastugi, bokopływy (Pleuronectiformes) – rząd morskich ryb promieniopłetwych występujących w większości mórz i oceanów, od tropikalnych po polarne, na różnych głębokościach. Niektóre gatunki wpływają do estuariów i rzek. Liczne gatunki są cenionymi rybami konsumpcyjnymi.
Budową ciała i trybem życia przypominają chrzęstnoszkieletowe płaszczki, jednak nie są z nimi spokrewnione. Ich rozwój przebiegał odmiennie.

## Cechy charakterystyczne
- ciało dorosłych osobników jest wysokie, silnie bocznie ścieśnione i niesymetryczne: jeden bok jasny, niezabarwiony, pozbawiony oczu, z nieczynną szczeliną skrzelową, drugi bok ciemny, ma dwoje oczu i czynną szczelinę skrzelową
- długa płetwa grzbietowa i odbytowa, otaczają prawie całe ciało
- płetwy brzuszne przesunięte do przodu
- promienie twarde zachowały się jedynie w płetwach gatunków z rodziny jęzorowatych
- u większości dorosłych osobników brak pęcherza pławnego

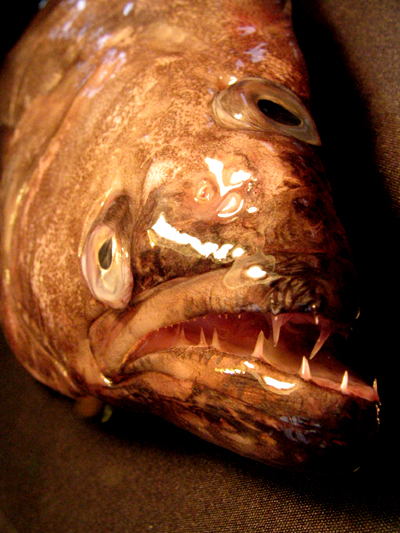
Głowa halibuta niebieskiego z widocznym lewym okiem na grzbiecie

Larwy ryb flądrokształtnych mają budowę zbliżoną do typowych ryb. W trakcie przeobrażania w postać dorosłą jedna strona ciała – prawa lub lewa, w zależności od gatunku – rozwija się szybciej, powodując deformację kości czaszki, a w efekcie – całego ciała – polegającą na przesunięciu jednego z boków na drugą stronę. Płetwy nieparzyste pozostają na swoim miejscu. Oko przemieszcza się, u niektórych gatunków zatrzymując się na szczycie głowy, u pozostałych przechodząc na drugą stronę. W tym stadium młoda ryba przechodzi z pelagicznego trybu życia larwy do życia przy dnie. Bok, na którym leży, staje się spodem ciała i traci ubarwienie. Drugi bok, na którym są oczy, staje się grzbietem ryby. Jego ubarwienie jest zależne od zajmowanego środowiska.
Płastugi poruszają się przy dnie łagodnymi ruchami płetw podobnie jak płaszczki, a przy gwałtownych zmianach pozycji przyjmują pionową postawę i przemieszczają się szybkimi ruchami całego ciała.

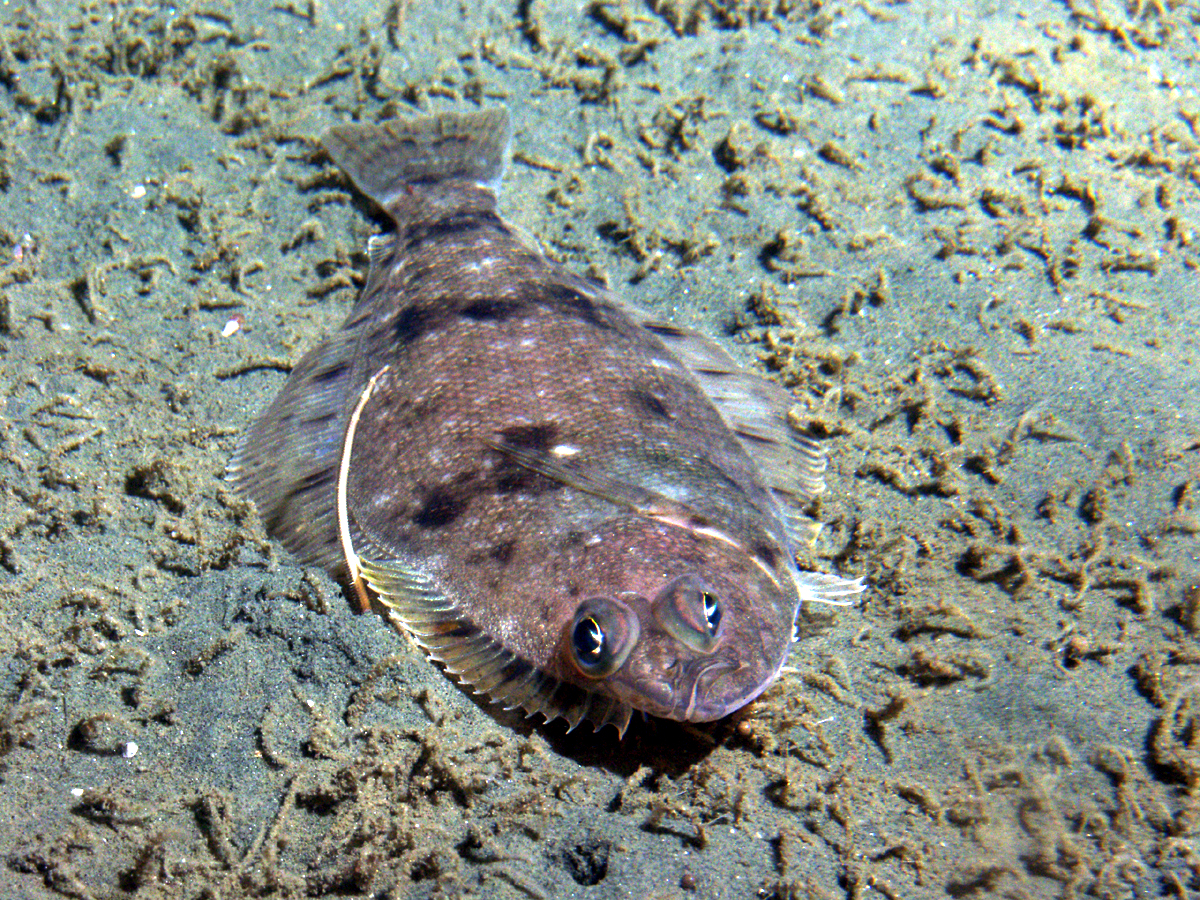
Złocica pacyficzna (Microstomus pacificus)

## Klasyfikacja
Do flądrokształtnych zaliczono 14 rodzin, klasyfikowanych w 2 podrzędach:
Pleuronectoidei:
- Achiridae
- Achiropsettidae
- Bothidae – skarpiowate
- Citharidae
- Cynoglossidae – ciosankowate
- Paralichthodidae
- Paralichthyidae
- Pleuronectidae – flądrowate
- Poecilopsettidae
- Rhombosoleidae
- Samaridae
- Scophthalmidae – nagładowate
- Soleidae – solowate

Psettodoidei:
- Psettodidae – jęzorowate